# Титель, Александр Борухович
Алекса́ндр Бори́сович (Бору́хович) Тите́ль (род. 30 ноября 1949, Ташкент) — советский и российский оперный режиссёр, педагог, профессор. Художественный руководитель и главный режиссёр оперной труппы Московского академического музыкального театра им. Станиславского и Немировича-Данченко. Народный артист Российской Федерации (1999). Лауреат Государственной премии СССР (1987). Четырежды лауреат театральной премии «Золотая маска» (1997, 2007, 2010, 2016)

## Биография
Родился 30 ноября в 1949 году в Ташкенте. Обучался в музыкальной школе по классу скрипки, окончил математическую среднюю школу с золотой медалью. Поступил на энергетический факультет Ташкентского политехнического института, по окончании которого в 1972 году получил специальность «Инженер-электромеханик».
 В 1980 году окончил ГИТИС. Мастером по актёрскому мастерству и режиссуре был Л. Д. Михайлов. После окончания ГИТИСа был приглашён на работу в Свердловский государственный академический театр оперы и балета, вскоре став его Главным режиссёром и проработал в этой должности до 1991 года. В 1991 году стал художественным руководителем и главным режиссёром Оперной труппы Московского академического музыкального театра им. К. С. Станиславского и Вл. И. Немировича-Данченко.
Вдвоём с народным артистом России Игорем Ясуловичем до смерти последнего вели собственную мастерскую по мастерству актёра и режиссуре на факультете музыкального театра в ГИТИСе. Спектакли, осуществлённые Тителем и Ясуловичем с выпускниками факультета Музыкального театра — «Свадьба Фигаро», «Волшебная флейта»  В. Моцарта, «Альберт Херринг» Б. Бриттена — включались в репертуар Московского академического Музыкального театра в 1996—1998, 2002 и 2011—2015 годах. 
Лауреат Национальной Премии «Золотая маска» как режиссёр-постановщик: «Богема» Дж. Пуччини (1997), «Так поступают все женщины» В. Моцарта (2007), «Гамлет (датский) (российская) комедия» В. Кобекина (2012), «Медея» Л. Керубини (2016), за лучший спектакль: «Эрнани» Дж. Верди (1995), «Сказки Гоффмана» Ж. Оффенбаха (2012), «Хованщина» М. Мусоргского (2016). Спектакли Тителя участвовали в фестивалях в Эдинбурге, Касселе, Риге, Эфесе, Аспендосе, Саареме.

### Семья
Женат, имеет сына.

## Постановки
Московский музыкальный театр им. К. С. Станиславского и Вл. И. Немировича-Данченко
- «Руслан и Людмила» М. Глинки, (1993)
- «Эрнани» Дж. Верди, (1994)
- «Богема» Дж. Пуччини, (1996)
- «Сказка о царе Салтане» Н. Римского-Корсакова, (1997)
- «Кармен» Ж. Бизе, (1999)
- «Обручение в монастыре» С. Прокофьева, (2000, новая редакция 2017)
- «Летучая мышь» И. Штрауса (совм. с И. Ясуловичем, 2001)
- «Золотой петушок» Н. Римского-Корсакова, (2003)
- «Так поступают все женщины» В. Моцарта, (2006)
- «Травиата» Дж. Верди, (2006)
- «Евгений Онегин» П. Чайковского, (2007)
- «Вечер классической оперетты» (Однажды на Лазурном берегу), (2008)
- «Гамлет (датский) (российская) комедия» В. Кобекина, (2008)
- «Майская ночь» Н. Римского-Корсакова, (2008)
- «Севильский цирюльник» Дж. Россини, (2010)
- «Сказки Гофмана» Ж. Оффенбаха, (2011)
- «Война и мир» С. Прокофьева, (2012)
- «Дон Жуан» В. Моцарта, (2014)[4]
- «Медея» Л. Керубини, (2015)
- «Хованщина» М. Мусоргского, (2015)
- «Любовь к трём апельсинам» С. Прокофьева (новая редакция постановки Латвийской Национальной оперы, 2016)
- «Пиковая дама» П. Чайковского, (2016)
- «Енуфа» Л. Яначека, (2018)
- «Влюблённый дьявол» А. Вустина, (2019)
- «Зимний вечер в Шамони» (вечер оперетты, 2019)
- «Вольный стрелок» К. Вебера, (2020)
- «Робинзон Крузо» Ж. Оффенбаха, (2022)

Большой театр
- «Ночь перед Рождеством» Н. Римского-Корсакова
- «Игрок» С. Прокофьева
- «Чародейка» П. Чайковского, (2012)
- «Снегурочка» Н. Римского-Корсакова, (2017)

Оперы в других театрах
- «Холстомер» В. Кобекина (Екатеринбургский театр оперы и балета)
- «Борис Годунов» М. Мусоргского (Екатеринбургский театр оперы и балета, 2012)[5]
- «Катерина Измайлова» на основе «Леди Макбет Мценского уезда» Д. Шостаковича
- «Пророк» В. Кобекина (Екатеринбургский театр оперы и балета, 1984, Государственная премия СССР)
- «Антигона» В. Лобанова
- «Севильский цирюльник» Дж. Россини
- «Травиата» Дж. Верди
- «Набукко» Дж. Верди (Эфес, Турция)
- «Сельская честь» П. Масканьи (Эфес, Турция)
- «Паяцы» Р. Леонкавалло (Эфес, Турция)
- «Свадьба Фигаро» В. Моцарта (Эфес, Турция)
- «Богема» Дж. Пуччини (Эфес, Турция)
- «Сказки Гофмана» Ж. Оффенбаха (Свердловский (ныне Екатеринбургский) театр оперы и балета)
- «Пиковая дама» П. Чайковского (Одесский театр оперы и балета)
- «Любовь к трём апельсинам» С. Прокофьева (Латвийская Национальная опера)
- «Кармен» Ж. Бизе (Екатеринбургский театр оперы и балета)
- «Богема» Дж. Пуччини (Большой театр Республики Беларусь)

Всего осуществил более 50 оперных постановок в России и за рубежом.

## Награды и звания
- Народный артист Российской Федерации (1999)
- Заслуженный деятель искусств РСФСР (1991)
- Орден «За заслуги перед Отечеством» IV степени (29 апреля 2019) — за большой вклад в развитие отечественной культуры и искусства, многолетнюю плодотворную деятельность[6].
- Орден Почёта (8 февраля 2011) — за заслуги в развитии отечественной культуры и искусства, многолетнюю плодотворную деятельность[7]
- Государственная премия СССР (1987) — за постановку оперного спектакля «Пророк» В. Кобекина на сцене Свердловского ГАТОБ
- Премия Москвы (2016) — за постановку оперного спектакля "Хованщина" М. Мусоргского на сцене МАМТ
- Национальная театральная премия «Золотая маска» — 1997 (Лучшая работа режиссёра — опера «Богема» Дж. Пуччини)[8].
- Национальная театральная премия «Золотая маска» — 2007 (Лучшая работа режиссёра — опера «Так поступают все женщины, или Школа влюбленных» В. Моцарта)[9]
- Национальная театральная премия «Золотая маска» — 2010 (Лучшая работа режиссёра — опера «Гамлет (датский) (российская) комедия» В. Кобекина)[10]
- «Лучший режиссёр-постановщик» на конкурсе и фестивале «Браво!» в Екатеринбурге — 2012 за оперу «Борис Годунов» в Екатеринбургском театре оперы и балета
- Национальная театральная премия «Золотая маска» — 2016 (Лучшая работа режиссёра — за оперу «Медея» Л. Керубини)
- «Лучший режиссёр-постановщик» на конкурсе и фестивале «Браво!» в Екатеринбурге — 2015 за оперу «Кармен» в Екатеринбургском театре оперы и балета[11]
- Специальная премия «Золотая маска» — 2024 «За выдающийся вклад в развитие театрального искусства»[12]